# Сенат Португалии
Сенат (порт. Senado) — упразднённая верхняя палата Парламента Португалии в период действия Конституции 1838 года (1838—1842) и Конституции 1911 года (1911-1933).

## Первый Сенат (1838—1842)
Палата сенаторов (порт. Câmara dos Senadores) или Сенат — была верхней палатой Генеральных Кортесов (порт. Cortes Gerais) — законодательной власти Португальской конституционной монархии — в период, когда действовала Конституция 1838 года. Она заменила предыдущую палату пэров, которая была верхней палатой в период Конституционной хартии 1826 года. Когда в 1842 году была восстановлена Конституционная хартия, палата пэров была также восстановлена, а сенат распущен.

## Второй Сенат (1911—1933)
Сенат Республики (порт. Senado da República) — был верхней палатой Конгресса Республики, законодательного органа Первой Португальской Республики. Сенат избирался на шестилетний срок, но сроки сенаторов республики были смещены, чтобы позволить проводить переизбрание каждые три года (наряду с выборами в Палату депутатов). Первый сенат был избран Национальным Учредительным Собранием, но позднее сенаторы избирались народом. Первоначально в Сенат входили сенаторы, представляющие общенациональные партийные списки, и другие сенаторы, представляющие районы и колонии.
С 1918 года дополнительные сенаторы представляли особые интересы: сельское хозяйство, промышленность, торговлю, общественные услуги, «свободные профессии», искусство и науку. Хотя Палата депутатов была доминирующей палатой Конгресса, Сенат был уполномочен утверждать или отклонять кандидатуры колониальных губернаторов и верховных комиссаров.

## Другое историческое применения термина «Сенат» в Португалии
В прошлом термин «сенат» использовался в качестве альтернативного обозначения муниципальных органов власти некоторых крупных городов Португалии и Португальской империи, также известных как câmaras (палаты, также переводимые как «муниципальные советы»). В 1832 году назначение всех муниципальных советов было стандартизировано как câmara municipal (муниципальная палата). Заметным исключением стал Муниципальный совет Макао, который смог сохранить свой традиционный титул Leal Senado (Лояльный Сенат), присвоенный ему в 1810 году, до передачи Макао китайской администрации в 1999 году.
В течение периода 1913-1936 годов ряд членов каждого муниципального муниципального образования формировали исполнительную комиссию, которая составляла исполнительный орган муниципалитета, а пленарные заседания советников составляли совещательную ассамблею, которую иногда называли «муниципальным сенатом».